# София Тодорова
София Тодорова (на македонска литературна норма: Софија Тодорова) е политик от Северна Македония.

## Биография
София Тодорова е родена в Скопие на 11 декември 1947 година. През 1970 година завършва Икономическия факултет на Скопския университет, а през 1977 година и Икономическия факултет на Белградския университет. В периода 1970-1976 година е асистент в Икономическия институт в Скопие. През 1993 година става редовен професор по приложна икономика. Между 1989 и 1991 година е член на председателството на Македонската комунистическа партия. От 1991 година до 1999 е член на Централния комитет на СДСМ. В периода 1992-1994 е министър по развойната дейност, а от 1994 до 1996 е министър на науката и през 1996 става министър на образованието до 1998. От 1998 до 2000 е посланик на Република Македония в Швеция.